# Georg Weig

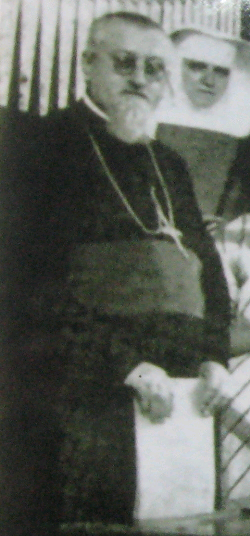
Episcopul Georg Weig, prin anul 1935.

Georg Weig (în chineză: Wei Changlu; n. 14 decembrie 1883, Beratzhausen, Bavaria, Germania – d. 3 octombrie 1941, Qingdao, Republica Populară Chineză) a fost un misionar german în China și episcop al Bisericii Romano-Catolice, fondator al Catedralei Sf. Arhanghel Mihail din Qingdao (1932 - 1934).

## Biografie
Georg Weig s-a născut la Beratzhausen, în Regatul Bavariei, la 14 decembrie 1883.
A fost hirotonit preot la 10 februarie 1907 și a fost trimis în China, în Vicariatul Apostolic din Sud-Shandong, administrat de Societas Verbi Divini (în română Societatea Cuvântului Divin) și de Monseniorul Henninghaus. În anul 1925, vicariatul a creat Prefectura Apostolică de Tsingtao (Qingdao), iar Monseniorul Georg Weig a fost numit în fruntea acestei instituții bisericești, la 18 martie din același an. A fost consacrat episcop in partibus de Antandrus, la 23 septembrie 1926.   
Prefectura a fost ridicată la Vicariat apostolic, în iunie 1928.  
A hotărât construirea unei catedrale la Qingdao, Catedrala Sf. Mihail, care a fost edificată între anii 1931 - 1934. Catedrala a fost sfințită la 28 octombrie 1934. 
Monseniorul Georg Weig a murit la 3 octombrie 1941, în timp ce orașul Qingdao era sub ocupație japoneză (1938-1945). A fost înmormântat în Catedrala Sf. Mihail, pe care a ctitorit-o.
După moartea episcopului Georg Weig, i-a urmat în episcopat, un chinez, Monseniorul Thomas Tien Ken-sin, la 10 noiembrie 1942, cel care, în 1946, a fost creat cardinal de Papa Pius al XII-lea. Monseniorul Thomas Tien Ken, a fost primul cardinal chinez.
În anul 1952 catedrala a fost închisă de noile autorități comuniste chineze, iar Gărzile Roșii, în timpul Revoluției Culturale, au vandalizat-o. A fost redeschisă în 1981. În aprilie 2008 Dieceza romano-catolică de Qingdao a hotărât construirea unei noi catedrale, cu ajutor din Germania, având capacitate similară, dar mai frumoasă, rămânând clasică.
- Pe mormântul său este gravată, în limbile chineză și latină, următoarea inscripție:

«„Hic
Dormit in Christo
Exellentia Dominus
Georg Weig SVD Primus Vicarius Apostolicus de Tsingtao.
Qui hanc ecclesiam a primus episcopatus sui annis miro animi vigore exstruendam navabat eamque S. Michaeli principi militiae caelestis dedicans die 28.X.1934 sollemniter consecravit.
Exstitit vigilans fidelium pastor animarium juventutis sudiosae assiduus fautor. Missionariorum suorum dux prudens providusque pater.
Natus 14.XII.1883 Sacerdos ordinatus 10.II.1907. Episcopus consecratus 23.IX.1926 Piissime Obdormivit in Domino 3.X.1941 R.I.P.“ »
În timpul Revoluției Culturale, mormântul său a fost deteriorat, lucru ce se poate observa din fotografie.
- Pe casa natală din Beratzhausen, în Kirchplaz[3], a fost montată o placă, în memoria sa.

## Galerie de imagini

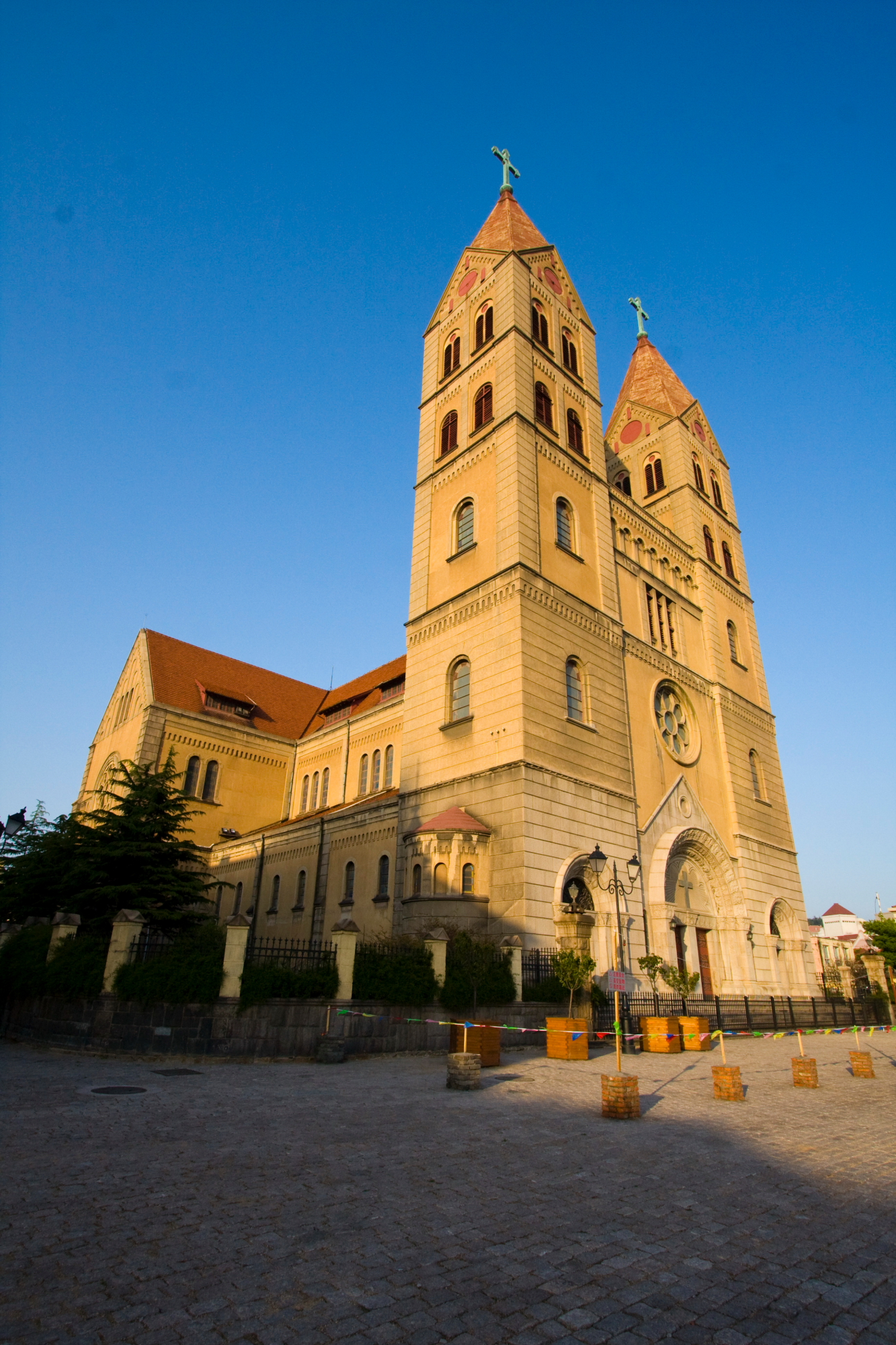
Catedrala Sf. Mihail din Qingdao
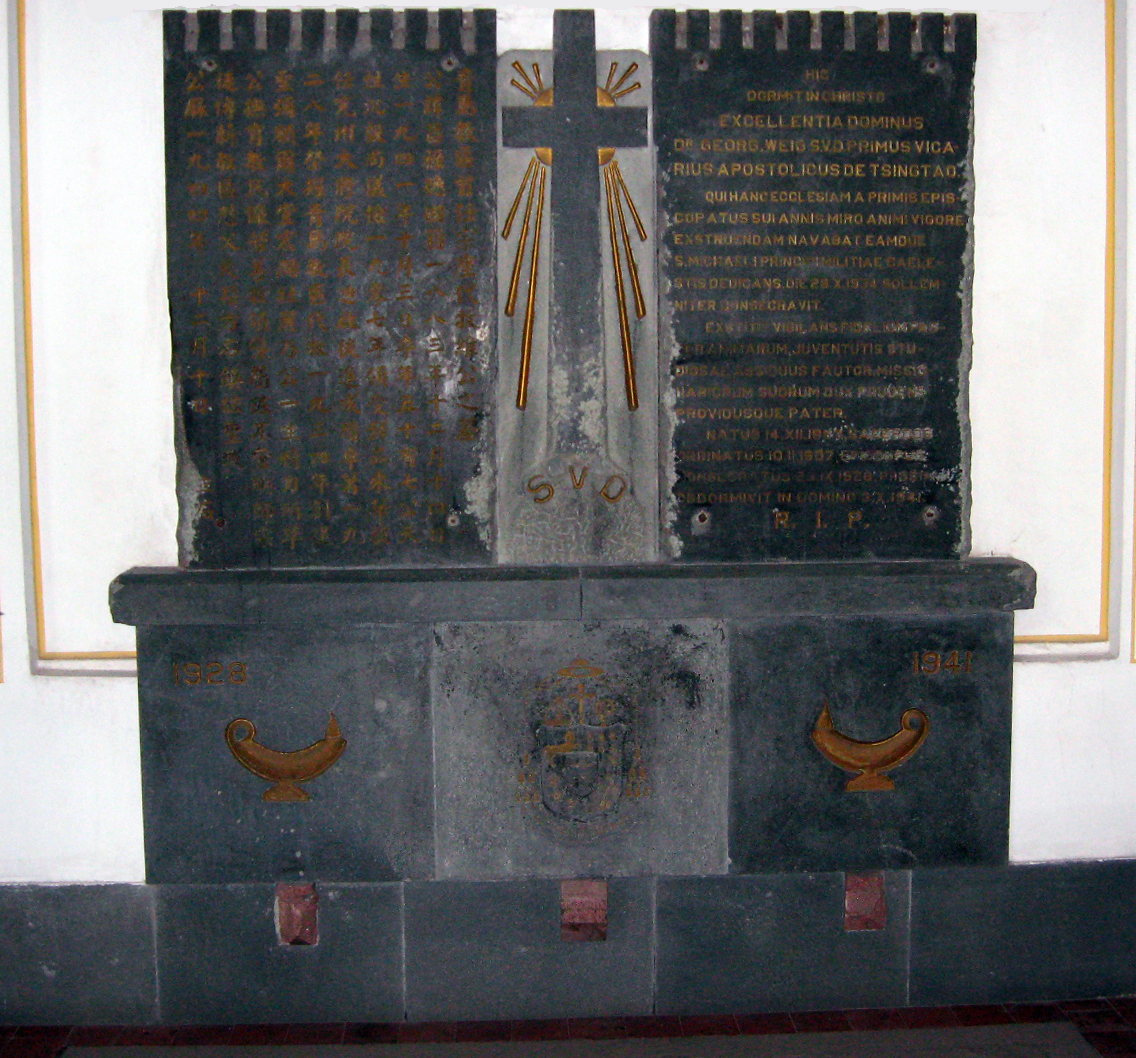
Mormântul Monseniorului Georg Weig, în catedrală